# جرثومات مستوطنة الرواسب
جرثومات مستوطنة الرواسب (الاسم العلمي: Limnohabitans) هي جنس من البكتيريا، سلبية الغرام، تتبع الكوماموناسيات.